# Björntjärnen (Vilhelmina socken, Lappland, 715389-158474)
Björntjärnen är en sjö i Vilhelmina kommun i Lappland och ingår i Lögdeälvens huvudavrinningsområde. Sjön har en area på 0,0865 kvadratkilometer och ligger 491,1 meter över havet.

## Delavrinningsområde
Björntjärnen ingår i det delavrinningsområde (715193-158706) som SMHI kallar för Mynnar i Lögdeälven. Medelhöjden är 482 meter över havet och ytan är 15,06 kvadratkilometer. Det finns inga avrinningsområden uppströms utan avrinningsområdet är högsta punkten. Vattendraget som avvattnar avrinningsområdet har biflödesordning 2, vilket innebär att vattnet flödar genom totalt 2 vattendrag innan det når havet efter 168 kilometer. Avrinningsområdet består mestadels av skog (85 procent). Avrinningsområdet har 0,09 kvadratkilometer vattenytor vilket ger det en sjöprocent på 0,6 procent.